# Hemerobius hedini
Hemerobius hedini är en insektsart som beskrevs av Bo Tjeder 1936. Hemerobius hedini ingår i släktet Hemerobius och familjen florsländor. Inga underarter finns listade i Catalogue of Life.